# Purpuricenus innotatus
Purpuricenus innotatus là một loài bọ cánh cứng trong họ Cerambycidae.